# Ogcodes fumatus
Ogcodes fumatus – gatunek muchówki z podrzędu krótkoczułkich i rodziny opękowatych.
Gatunek ten opisany został w 1846 roku przez Wilhelma Ferdinanda Erichsona jako Oncodes fumatus.
Muchówka o ciele długości od 6 do 7 mm, ubarwiona czarno z białymi przednimi przetchlinkami i tyłem boków tułowia, jednolicie brązowożółtymi odnóżami, ciemnobrunatnymi sternitami odwłoka oraz białawymi przepaskami na tylnych krawędziach jego segmentów. Skrzydła mają całą powierzchnię brunatno podbarwioną. Przezmianki mają żółte trzonki i czarnobrunatne główki. Szerokość smukłego odwłoka jest taka sama jak tułowia.
Owad palearktyczny, znany z Holandii, Niemiec, Polski, Czech, Ukrainy i Rosji. Owady dorosłe są aktywne od czerwca do lipca.